# Kasyno wojskowe

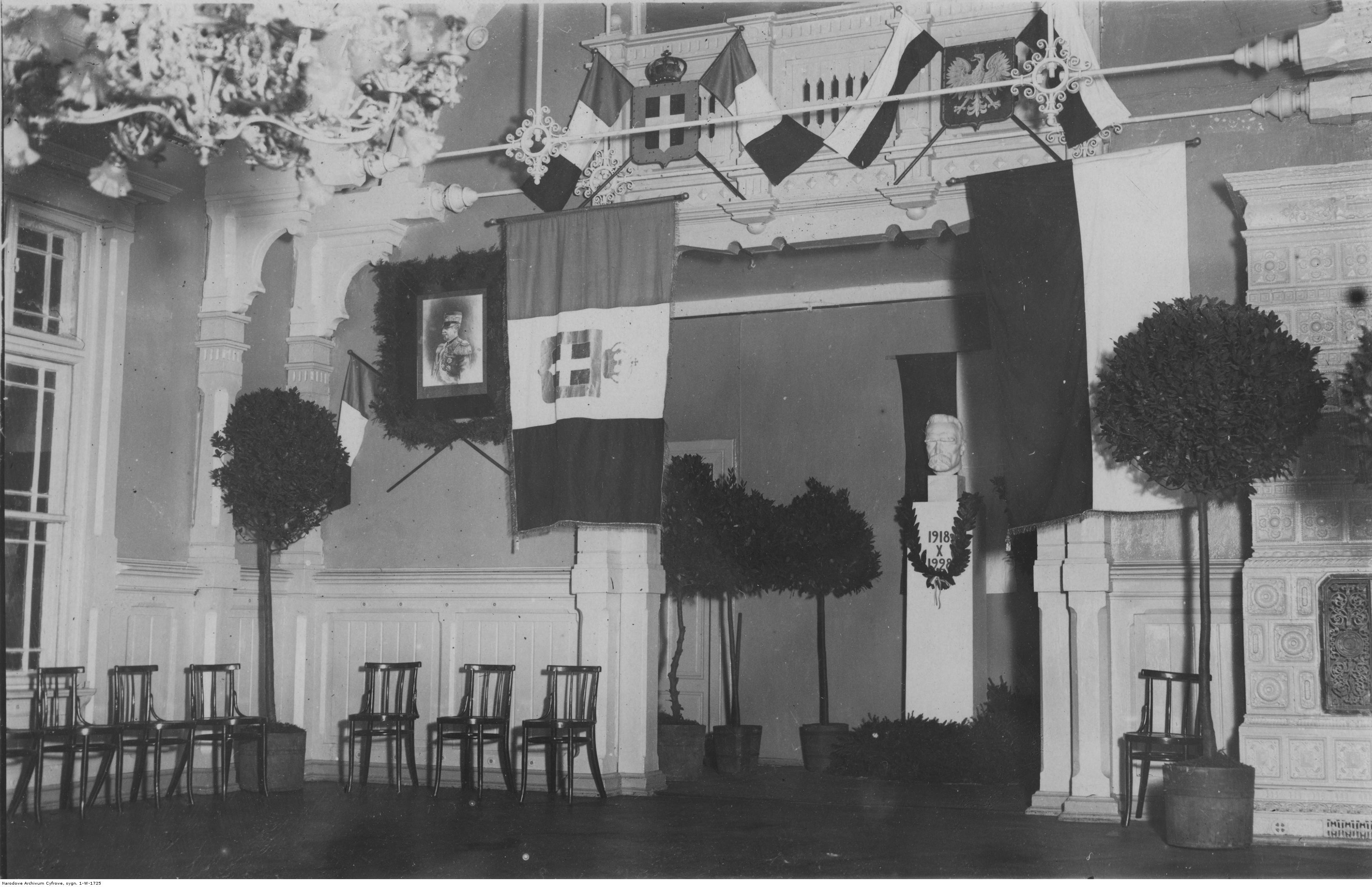
Kasyno oficerskie 8 Batalionu Saperów w Toruniu udekorowane z okazji uroczystości włoskich (1928)

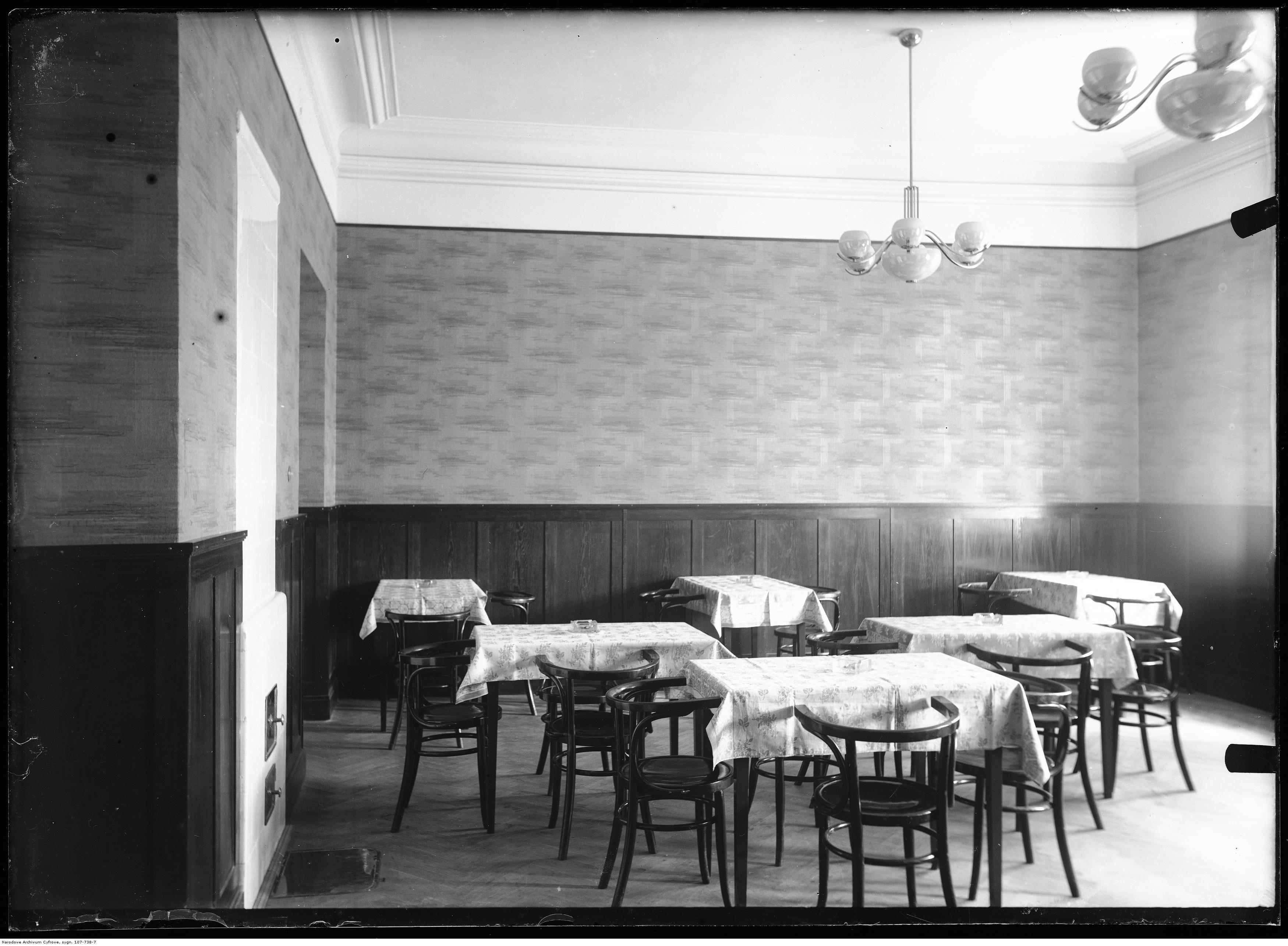
Mała jadalnia kasyna oficerskiego 7 Pułku Ułanów Lubelskich (1935)

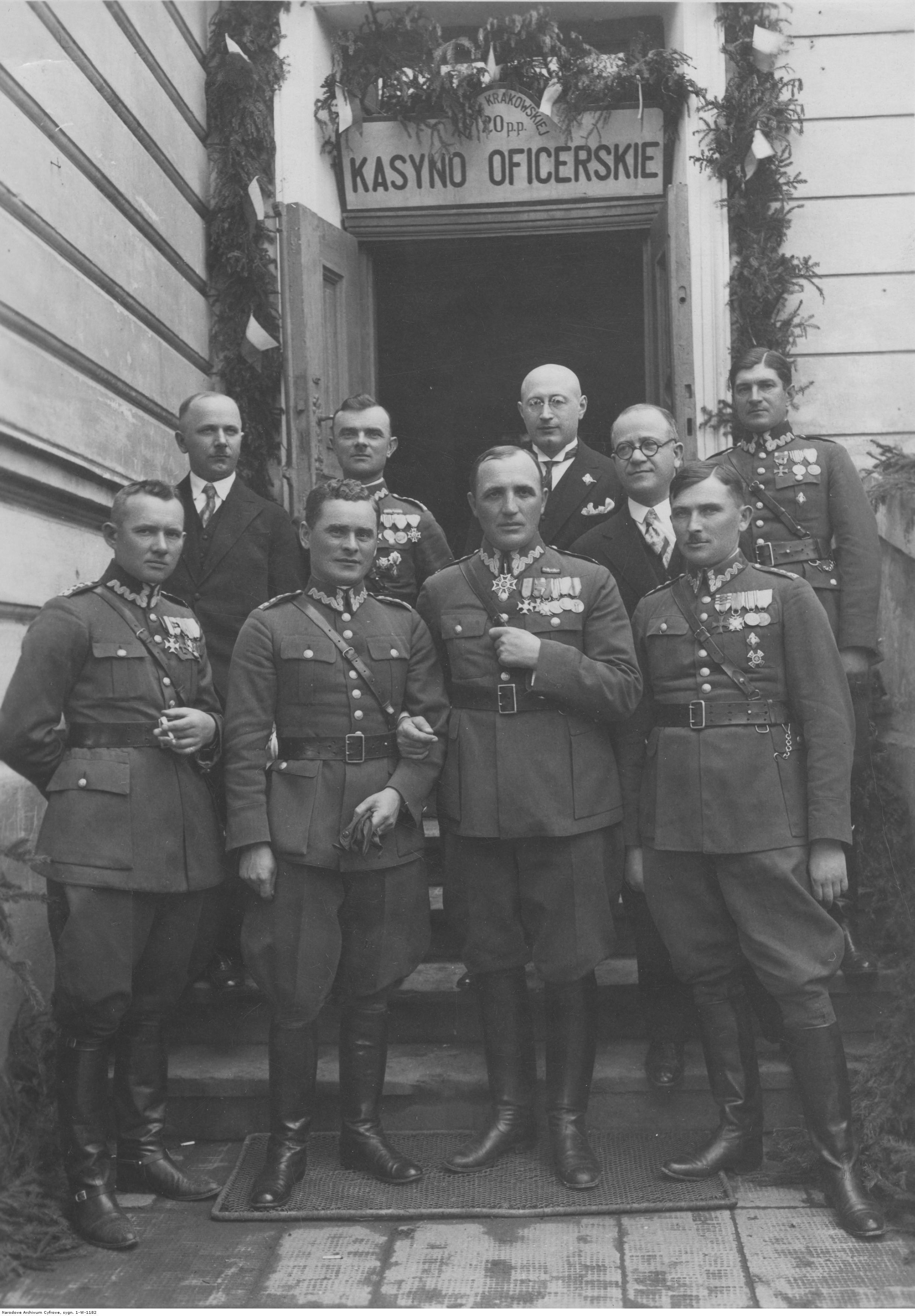
Organizatorzy 20 pułku piechoty przed kasynem oficerskim w Krakowie. W pierwszym rzędzie 2. od prawej płk Stanisław Schuster-Kruk

Kasyno wojskowe – miejsce odpłatnego żywienia kadry, rodzin i innych osób na określonych warunkach. Stanowi wyodrębnione organizacyjnie i majątkowo gospodarstwo pomocnicze służby żywnościowej oddziału gospodarczego.
Nazwa ta wywodzi się od włoskiego słowa casino, czyli mały domek. Przeznaczony był na wspólną zabawę osób, które łączyło pokrewieństwo, sfera towarzyska lub inne więzy. W tworzącym się Wojsku Polskim urządzano je na wzór kasyn sił zbrojnych innych państw. W miarę upływu czasu kasyna rozszerzały swoją działalność. Organizowano w nich bale, zabawy taneczne, gry towarzyskie, spektakle teatralne, koncerty i turnieje sportowe. W kasynach witano przybywające i odchodzące rodziny wojskowe oraz były miejscem, w którym oficer mógł przeczytać prasę, posłuchać radia lub wypożyczyć książkę.
Podział kasyn wojskowych
- stałe – garnizonowe, oddziałowe i reprezentacyjne[2]
- sezonowe – w sezonowych domach wypoczynkowych (WDW)
- polowe – w czasie ćwiczeń i pokazów wojskowych.

Nakreślony w instrukcji z 1923 roku program budowy nowych kasyn zakładał, że powinny one posiadać salę jadalną (60 m²), salę zebrań oficerskich (200 m²), bibliotekę wraz z czytelnią, pokój gier, muzeum pułkowe, sanitariaty i kuchnię z zapleczem. W miarę rozwoju niektóre kasyna stały się prawdziwymi centrami życia społeczno-kulturalnego. Działalność kasyn wojskowych regulowały odpowiednie statuty, a najwyższą władzę nad nimi sprawowali dowódcy tych formacji czy oddziałów, którym gospodarczo były one podporządkowane.
Decyzją MON w 2010 roku wszystkie kasyna wojskowe zostały zlikwidowane, bez względu na kondycję finansową i potrzeby lokalnej społeczności.